# Ewa Grodecka

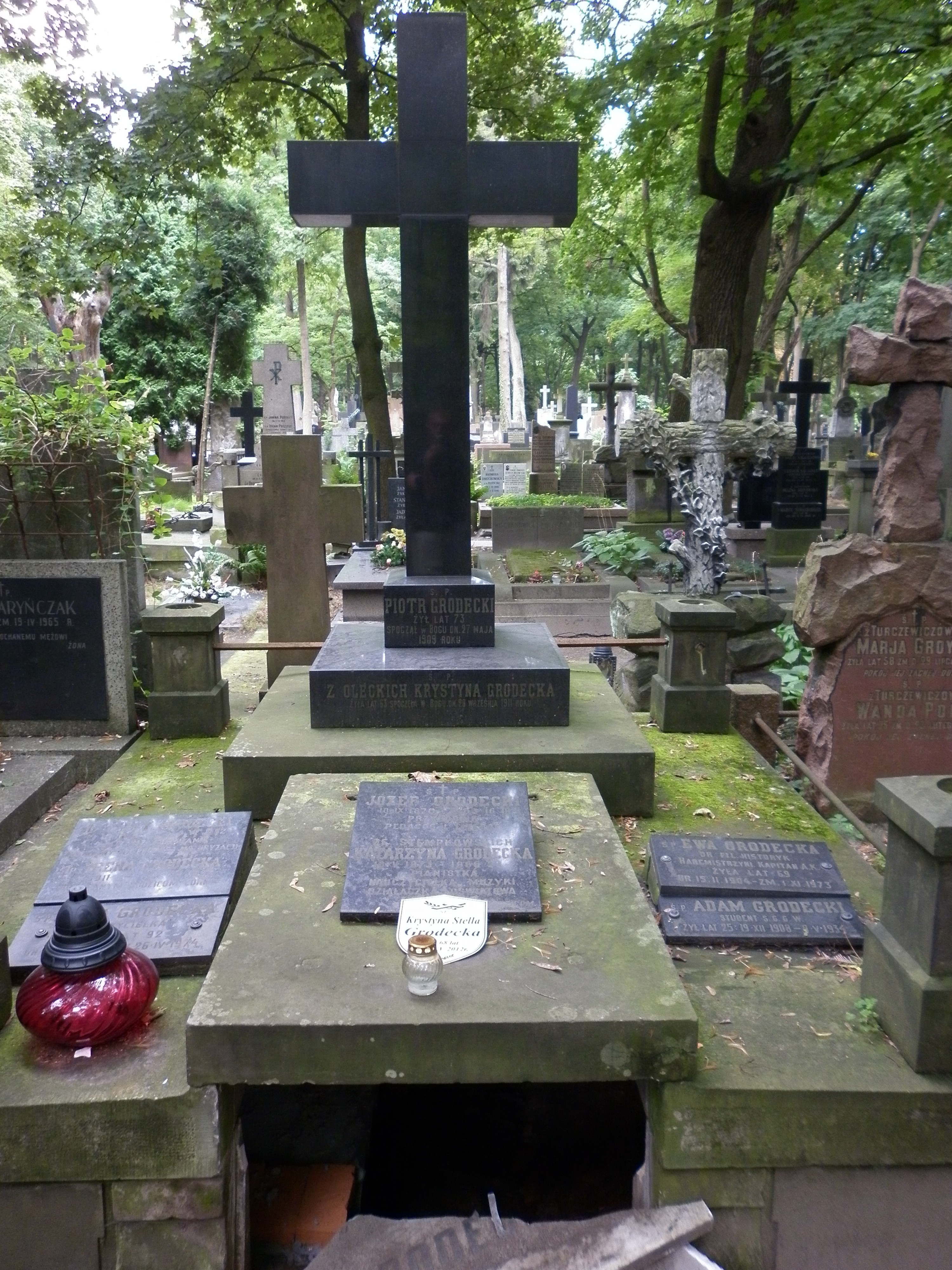
Grób Ewy Grodeckiej

Ewa Konstancja Grodecka ps. „Magda” (ur. 15 lutego 1904 w Warszawie, zm. 1 listopada 1973 w Pruszkowie) – doktor historii, instruktorka harcerska, harcmistrzyni ZHP.

## Życiorys
Urodziła się 15 lutego 1904 w Warszawie, w rodzinie Józefa Ksawerego i Katarzyny Stempkowskiej h. Suchekomnaty (1873–1966). Miała pięcioro rodzeństwa: Annę Katarzynę (1896–1979), Jerzego (1899–1982), Agnieszkę Jadwigę (1907–1984), Adama (1908–1934) i Macieja (ur. 1910). W 1922 roku ukończyła Państwowe Gimnazjum im. Emilii Plater w Warszawie. Studia polonistyczne podjęła na Uniwersytecie Warszawskim, które zakończyła w 1931 we Lwowie uzyskując doktorat z historii wychowania na podstawie rozprawy Ruch oświatowy w Wielkim Księstwie Poznańskim w świetle czasopism polskich. W 1921 roku założyła XV WDH-ek w Utracie (Piastów), była komendantką V Hufca Mazowieckiego, a w latach 1927–1929 pełniła obowiązki komendantki Chorągwi Mazowieckiej Harcerek. Od 1929 roku na stałe związała się z organizacją Przysposobienie Wojskowe Kobiet. Od 1930 roku członkini Głównej Kwatery Harcerek ZHP, w latach 1930–1932 i 1938–1939 – redaktor „Skrzydeł” – pisma instruktorek harcerskich. W latach 1932–1935 pracowała w szkole instruktorek na Buczu, była zastępczynią Naczelniczki Harcerek, kierowniczką Wydziału Organizacyjnego. Kierowała czytelnią i poradnią Głównej Kwatery ZHP. Wywarła duży wpływ na rozwój drużyn wędrowniczek, kształcenie drużynowych, podharcmistrzyń i harcmistrzyń. 
Zaangażowała się także zawodowo na kursach dla dorosłych, biorąc udział w akcji zwalczania analfabetyzmu. Pracowała również w czasopiśmie „Iskry”. Prowadziła letnie kolonie dla dzieci ze szkół powszechnych.
W czasie okupacji – oficer AK, członkini Komendy Pogotowia Harcerek, prowadziła dom dla dzieci ofiar wojny w Skolimowie pod Warszawą oraz internat dla dziewcząt w Warszawie. W stopniu kapitana ps. „Magda” brała udział w powstaniu warszawskim. 
Po wojnie organizowała opiekę nad osieroconymi dziećmi, w latach 1953–1962 pracowała w Polskim Związku Niewidomych w Warszawie. 
18 października 1973 w Piastowie została potrącona przez motocyklistę. W wyniku odniesionych ran zmarła 1 listopada 1973 w szpitalu kolejowym w Pruszkowie. Spoczęła w grobie rodzinnym na cmentarzu Powązkowskim (kwatera 84-4-19,20). 
Materiały archiwalne Ewy Grodeckiej znajdują się w PAN Archiwum w Warszawie pod sygnaturą III-154. 

## Odznaczenia
- Krzyż Armii Krajowej
- Złota Odznaka Honorowa Polskiego Związku Niewidomych (1969)

## Publikacje
- Ćwiczenia i gry. Praca zbiorowa w opracowaniu Ewy Grodeckiej i Jadwigi Zwolakowskiej. Warszawa 1930.
- Tropem zastępu „Żurawi”. Katowice 1933.
- Rzeka. Katowice 1935.
- Nasze siostry, nasze patronki. Cz. I-III. Warszawa 1937.
- O metodzie harcerskiej i jej stosowaniu. Warszawa 1937.
- Pierwsze ćwierćwiecze Harcerstwa Żeńskiego.Materiały do historii. Cz. I 1911–1914.Warszawa 1937; Cz. II Służba wojenna 1. Warszawa 1938; Cz. III Służba wojenna 2. Warszawa 1938; Cz. IV Służba wojenna 3. Warszawa 1938.
- Bucze Harcerskie. Warszawa 1938.
- Historia niewidomych polskich w zarysie. 1960.